# La Vernia
 La Vernia – miasto w Stanach Zjednoczonych, w stanie Teksas, w hrabstwie Wilson.